# Соломонові Острови на літніх Олімпійських іграх 1992
Соломонові Острови брали участь в Літніх Олімпійських іграх 1992 року в Барселоні (Іспанія) в третій раз за свою історію, але не завоювали жодної медалі. Країну представляв один важкоатлет.

## Важка атлетика
Спортсменів — 1
| Спортсмен | Категорія | Маса  | Ривок | Ривок | Ривок | Поштовх | Поштовх | Поштовх | Всього | Місце |
| Спортсмен | Категорія | Маса  | 1     | 2     | 3     | 1       | 2       | 3       | Всього | Місце |
| --------- | --------- | ----- | ----- | ----- | ----- | ------- | ------- | ------- | ------ | ----- |
| Леслі Ата | 75 кг     | 74,95 | 105   | 105   | 105   | 130     | 130     | 135     | 235    | 29    |